# Cheliferoides segmentatus
Cheliferoides segmentatus är en spindelart som beskrevs av Pickard-Cambridge F. 1901. Cheliferoides segmentatus ingår i släktet Cheliferoides och familjen hoppspindlar. Inga underarter finns listade i Catalogue of Life.